# Journal of Korean Medicine Science
Journal of Korean Medicine Science – międzynarodowe recenzowane czasopismo naukowe publikujące w dziedzinie medycyny.
Czasopismo to wydawane jest od 1986 roku w Korei Południowej przez Korean Academy of Medical Sciences oraz Korean Medical Association. Jego wsparcie finansowe zapewnia Korean Federation of Science and Technology Societies Grant rządu południowokoreańskiego. Artykuły ukazują się w języku angielskim. Publikowane są prace zgodne z metodologią EBM z szerokiego zakresu nauk medycznych, w tym klinicystyki, epidemiologii i toksykologii.